# George Bridges
James George Robert Bridges, né le 15 juillet 1970, baron Bridges d'Headley, est une personnalité politique britannique.
De 2016 à 2017, il est sous-secrétaire d'État parlementaire à la sortie de l'Union européenne.

## Carrière politique
Membre du Parti conservateur, il est secrétaire politique du premier ministre John Major de 1994 à 1997. 
Aux années 2000, avec David Davis puis sous David Cameron, il travaille au Parti conservateur comme directeur des recherches et des campagnes.
Créé en 2015 pair à vie, il entre à la Chambre des lords. D'ascendance noble, son arrière-grand-père est Robert Bridges, poète lauréat, et son oncle est le diplomate Thomas Bridges ; parmi ses ancêtres sont les barons Bridges.

## Distinctions honorifiques
- MBE (1997)
- Baron (à vie) (2015).